# Saurais
Saurais é uma comuna francesa na região administrativa da Nova Aquitânia, no departamento de Deux-Sèvres. Estende-se por uma área de 11,3 km². Em 2010 a comuna tinha 192 habitantes (densidade: 17 hab./km²).